# Circulus rossellinus
Circulus rossellinus är en snäckart som beskrevs av Dall 1919. Circulus rossellinus ingår i släktet Circulus och familjen Vitrinellidae. Inga underarter finns listade i Catalogue of Life.